# Nậm Mít
Nậm Mít là phụ lưu cấp 2 của sông Đà, con sông đổ ra Nậm Mu. Nậm Mít chảy qua các tỉnh Lai Châu và Yên Bái, Việt Nam 
Sông có chiều dài 38 km và diện tích lưu vực là 326 km² .

## Dòng chảy
Nậm Mít khởi nguồn từ các suối ở xã Hố Mít huyện Tân Uyên, Lai Châu, trong đó có các dòng Nậm Mít Luông và Nậm Mít Nọi, chảy về hướng tây nam.
Sau đó qua xã Pắc Ta, nơi có quốc lộ 32 cắt qua, xã Mường Mít huyện Than Uyên, và đến xã Pha Mu thì đổ vào Nậm Mu .
Đoạn cửa sông Nậm Mít nay trong lòng hồ Thủy điện Bản Chát.

## Chỉ dẫn
1. ↑  Trong tiếng Thái-Tày "Nậm" có nghĩa là nước, sông, suối.

- Nậm Mít được xếp vào "Danh mục lưu vực sông liên tỉnh" [4], nhưng thực tế không có tên trong "Danh mục địa danh... Yên Bái" [5].